# Bermillo de Sayago
Bermillo de Sayago è un comune spagnolo di 1 358 abitanti situato nella comunità autonoma di Castiglia e León.